# Tx
Tx – dwuznak składający się z liter T i X występujący w ortografii języka baskijskiego. Oznacza on dźwięk cz, jako spółgłoska zwarto-szczelinowa zadziąsłowa bezdźwięczna [ʧ].